# Afrauropus occiduus
Afrauropus occiduus är en mångfotingart som beskrevs av Paul Auguste Remy 1959. Afrauropus occiduus ingår i släktet Afrauropus och familjen fåfotingar. Inga underarter finns listade i Catalogue of Life.